# Андреев, Константин Иванович
Константин Иванович Андреев (1830 или 1833 — 1891) — русский архитектор, автор ряда зданий в Москве.

## Биография
Родился, по разным данным, в 1830 году или 16 (28) мая 1833года. Происходил из обер-офицерских детей.
Учился с 18 августа 1844 года по 21 февраля 1857 года в Московском дворцовом училище и имея возможности окончить его из-за болезни просил Императорскую академию художеств дать ему задание для аттестации.
В 1858 году за проект технической школы академия присвоила ему звание некласного художника.
Внешний облик зданий К. И. Андреева соответствует архитектурному направлению, называемому «эклектикой» и большинство их выдержан в т. н. «общеевропейском» стиле; исключением является особняк О. В. Козловской на Поварской улице, который Андреев выполнил в готическом стиле.
Умер 8 (20) сентября 1891 года и был похоронен на кладбище Алексеевского девичьего монастыря.

## Проекты  и постройки
- Особняк. Большая Никитская улица, 50 (1876);
- Особняк (отделка фасадов). Староконюшенный переулок, 2 (1881);
- Особняк О. В. Козловской. Поварская улица, 28 стр. 3 (1884);
- Мужская гимназия З. И. Шамониной. Сивцев Вражек, 41 (1884; перестроена);
- Городская усадьба М. Н. Орлова — А. Ю. Долгорукова — А. Т. Назаровой. Большой Ржевский переулок, 5 (совместно с А. Н. Кнабе).

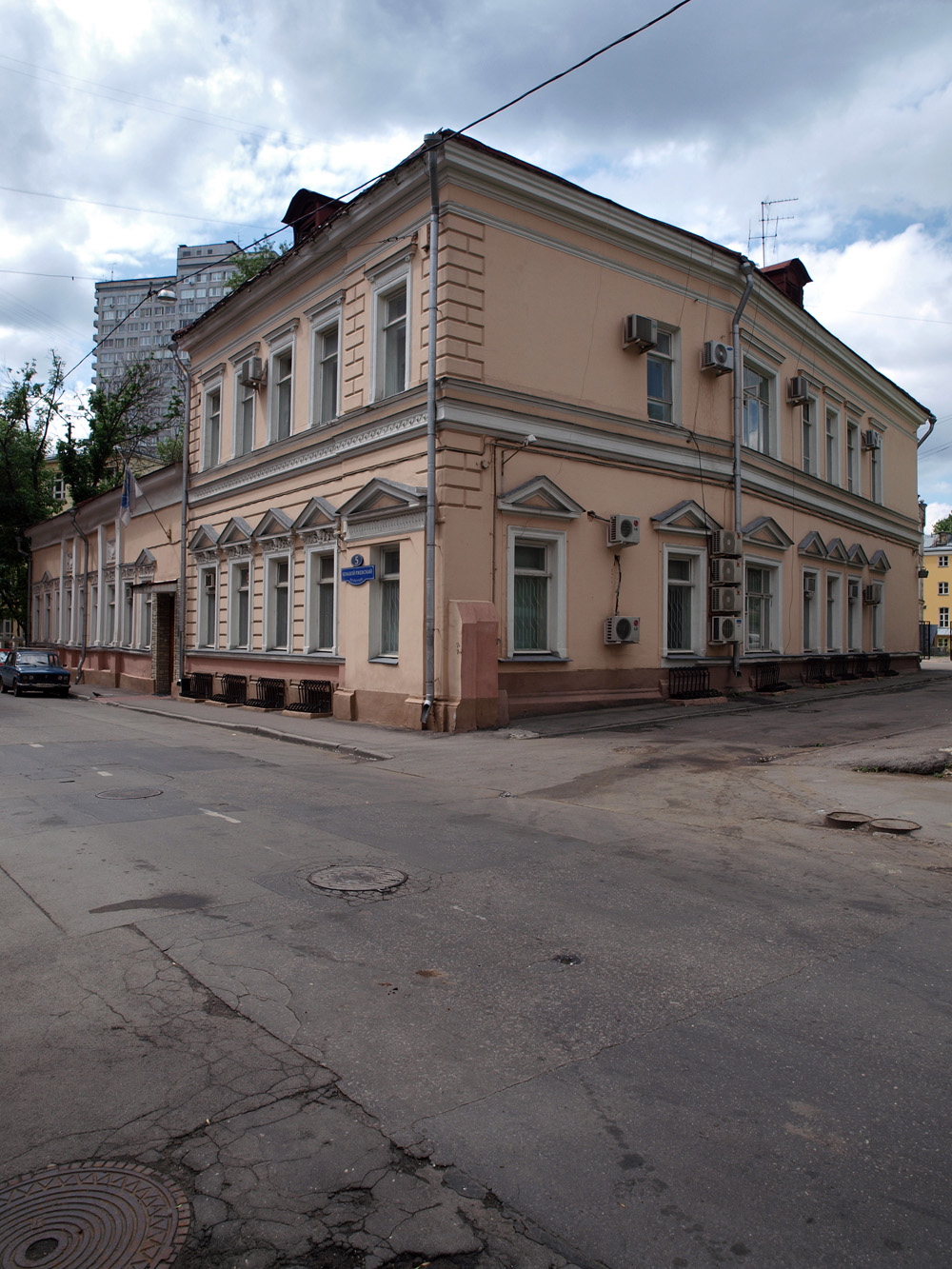
Б. Ржевский пер., 5
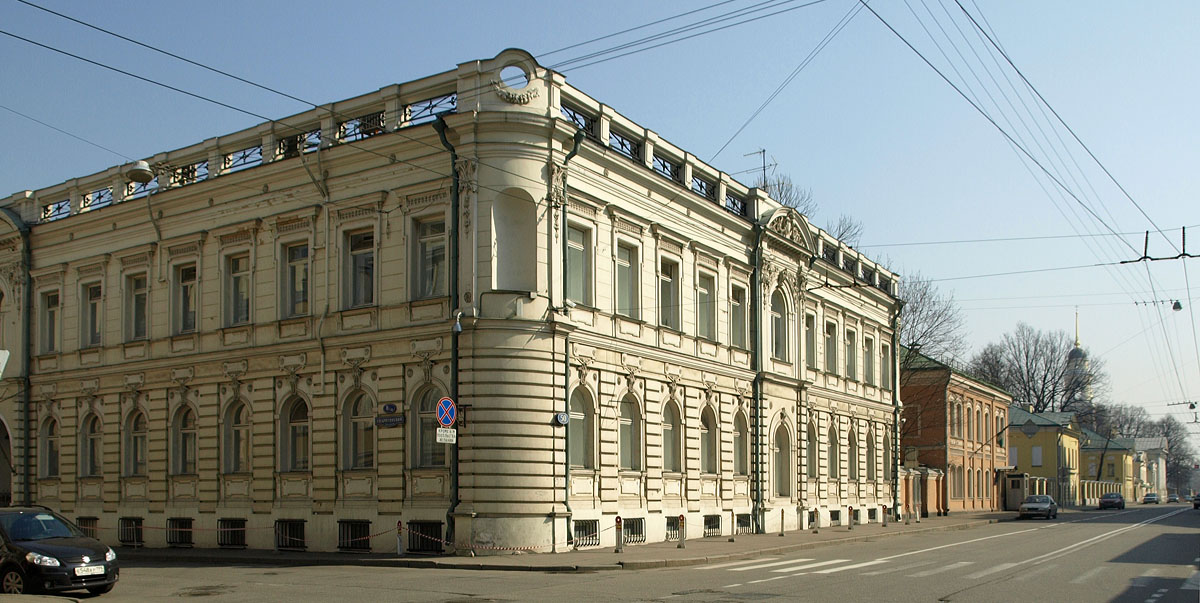
Большая Никитская, 50/8
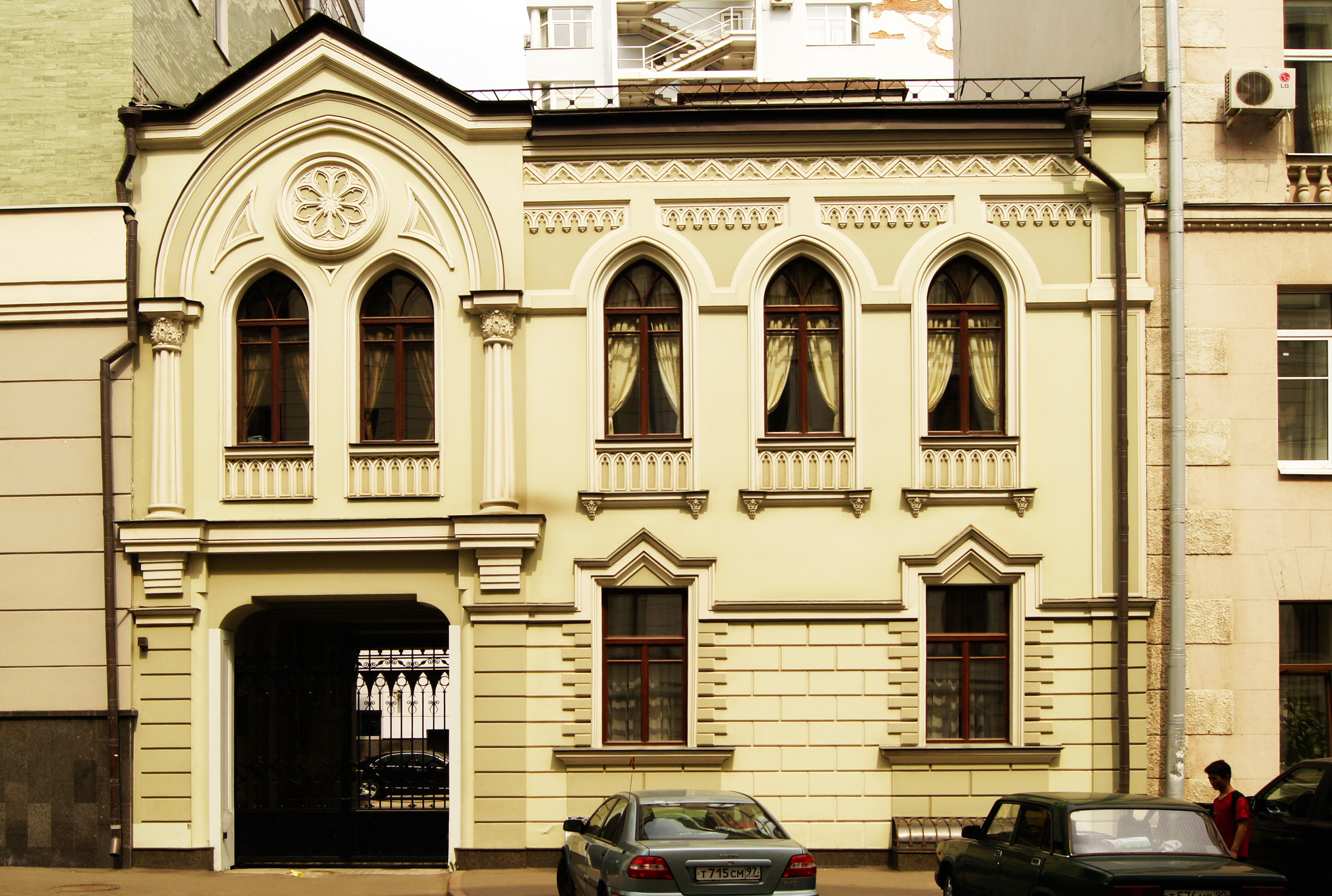
Поварская, 28
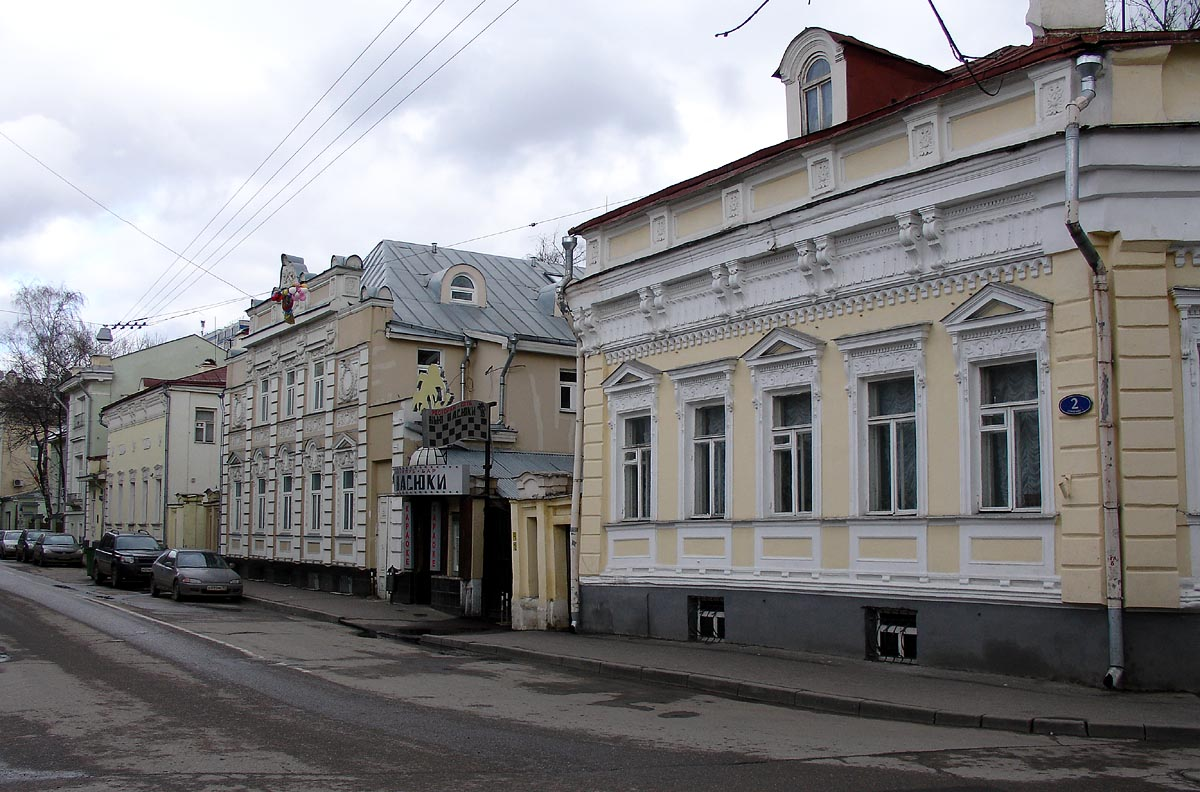
Староконюшенный переулок, 2